# Biserica de lemn din Groși, Vâlcea

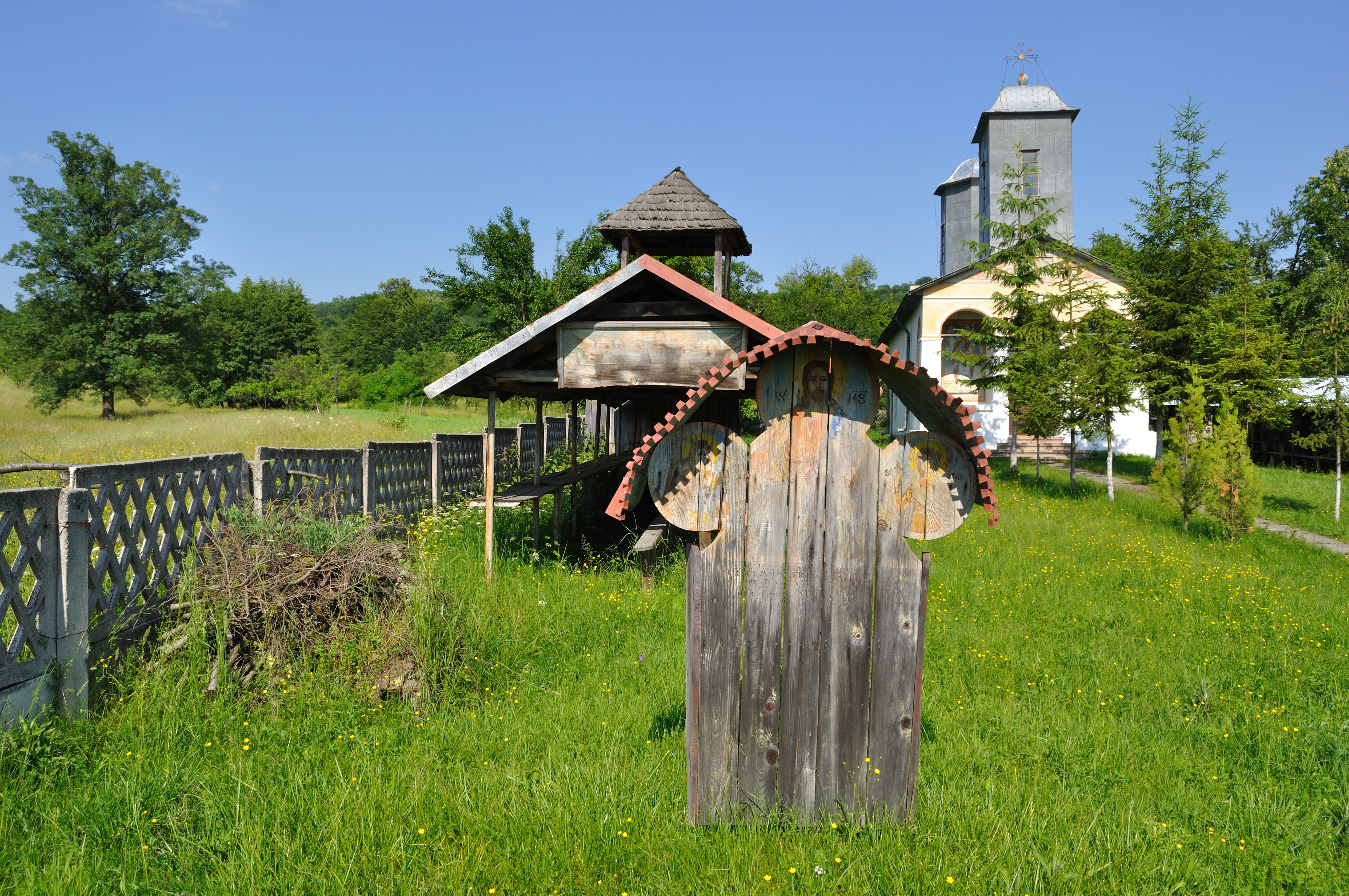
Biserica de lemn „Sfântul Nicolae” din Groși, județul Vâlcea, foto: iunie 2010.

Biserica de lemn din Groși, comuna Cernișoara, județul Vâlcea, a fost construită în 1892. Are hramul „Sfântul Nicolae”. Biserica se află pe noua listă a monumentelor istorice sub codul LMI:  VL-II-m-B-09779.

## Imagini

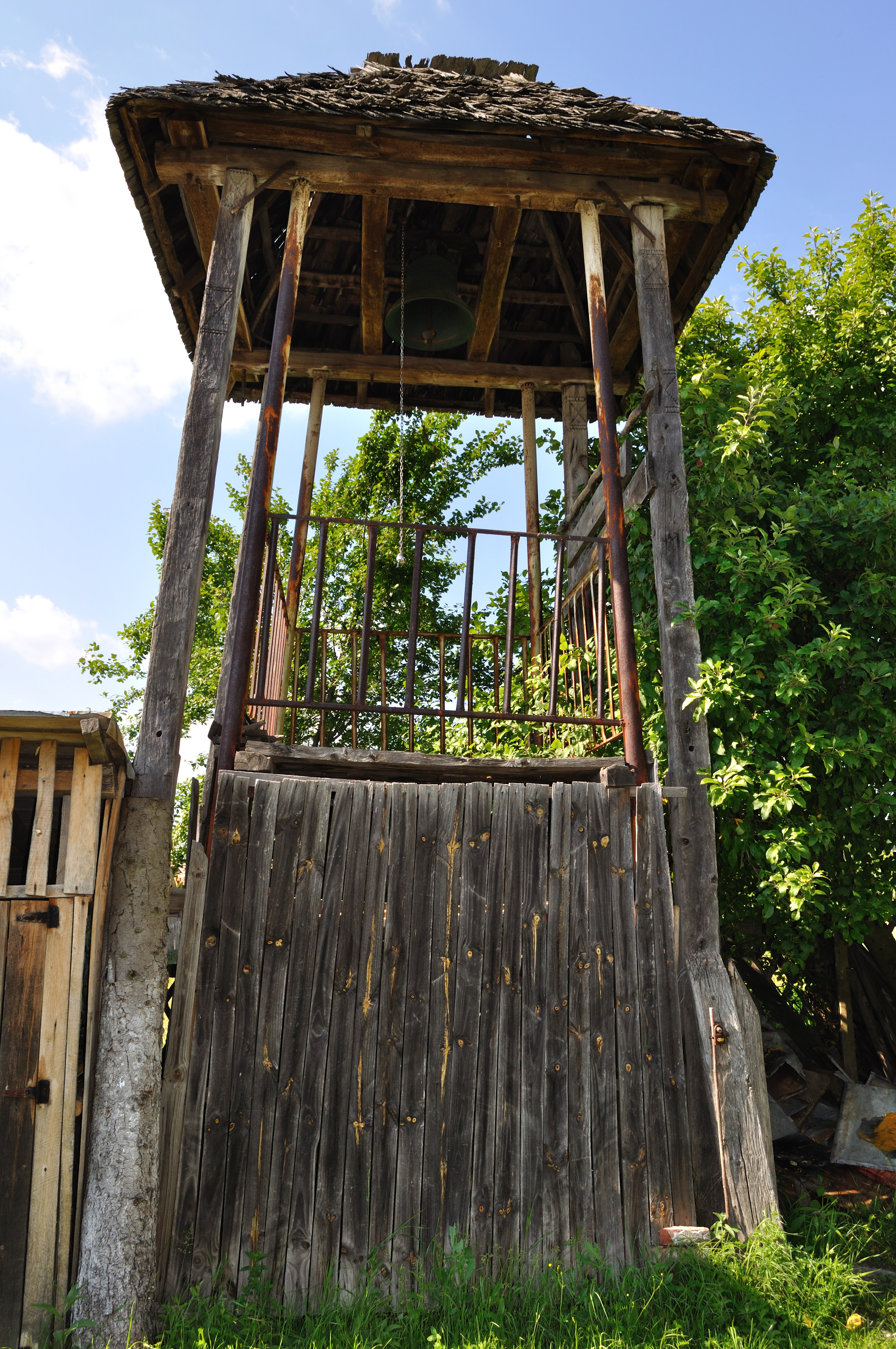
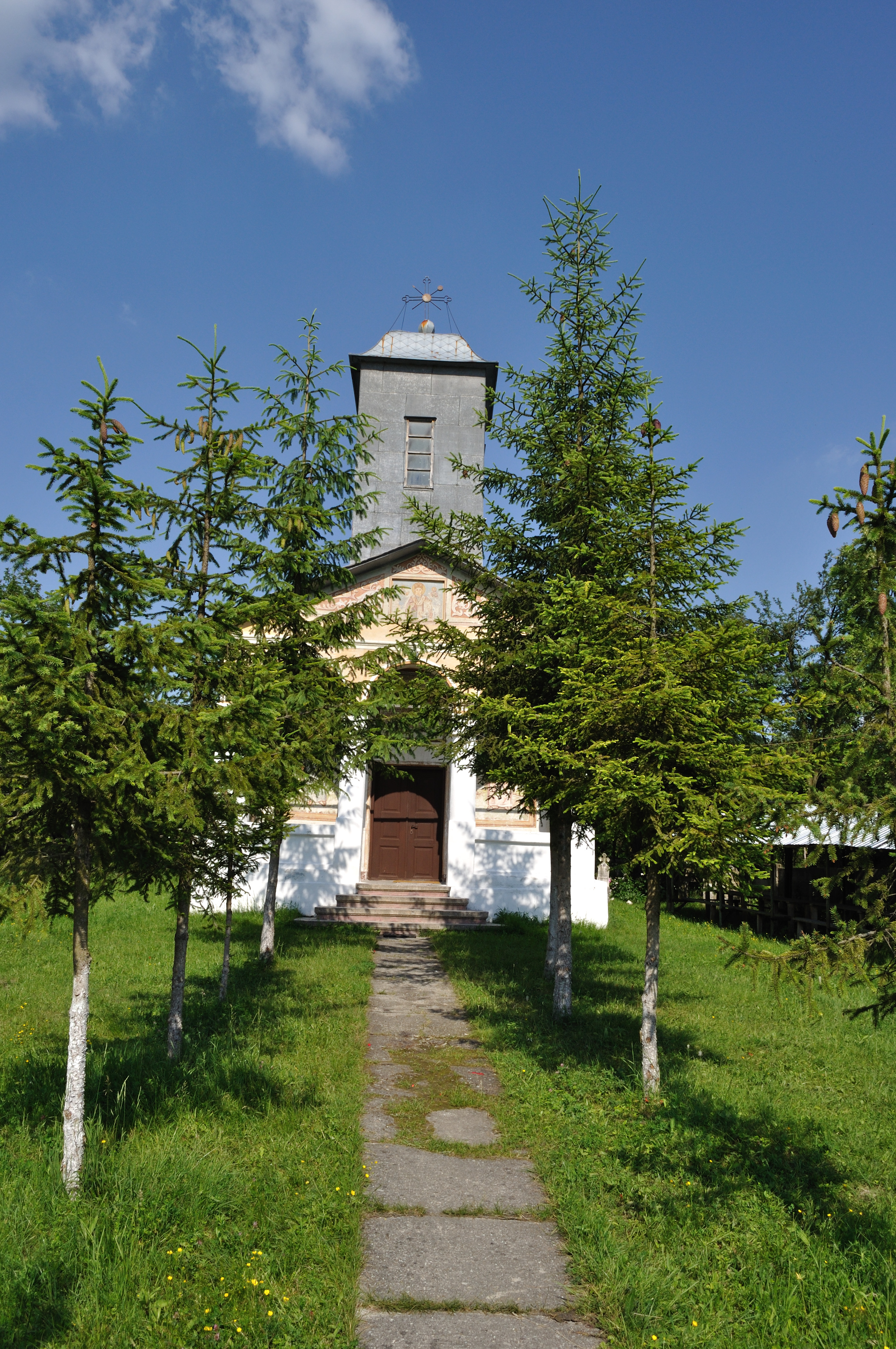
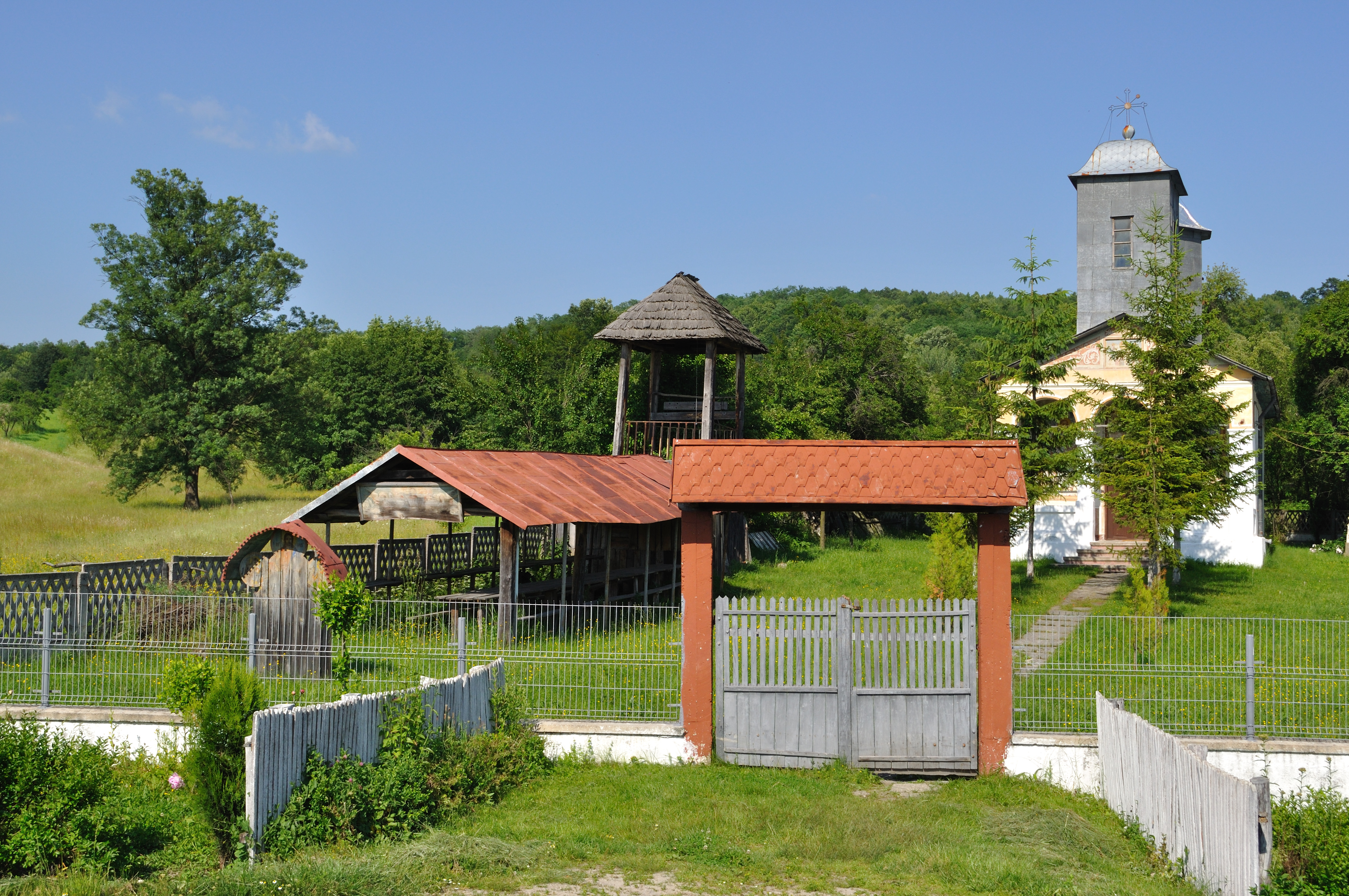
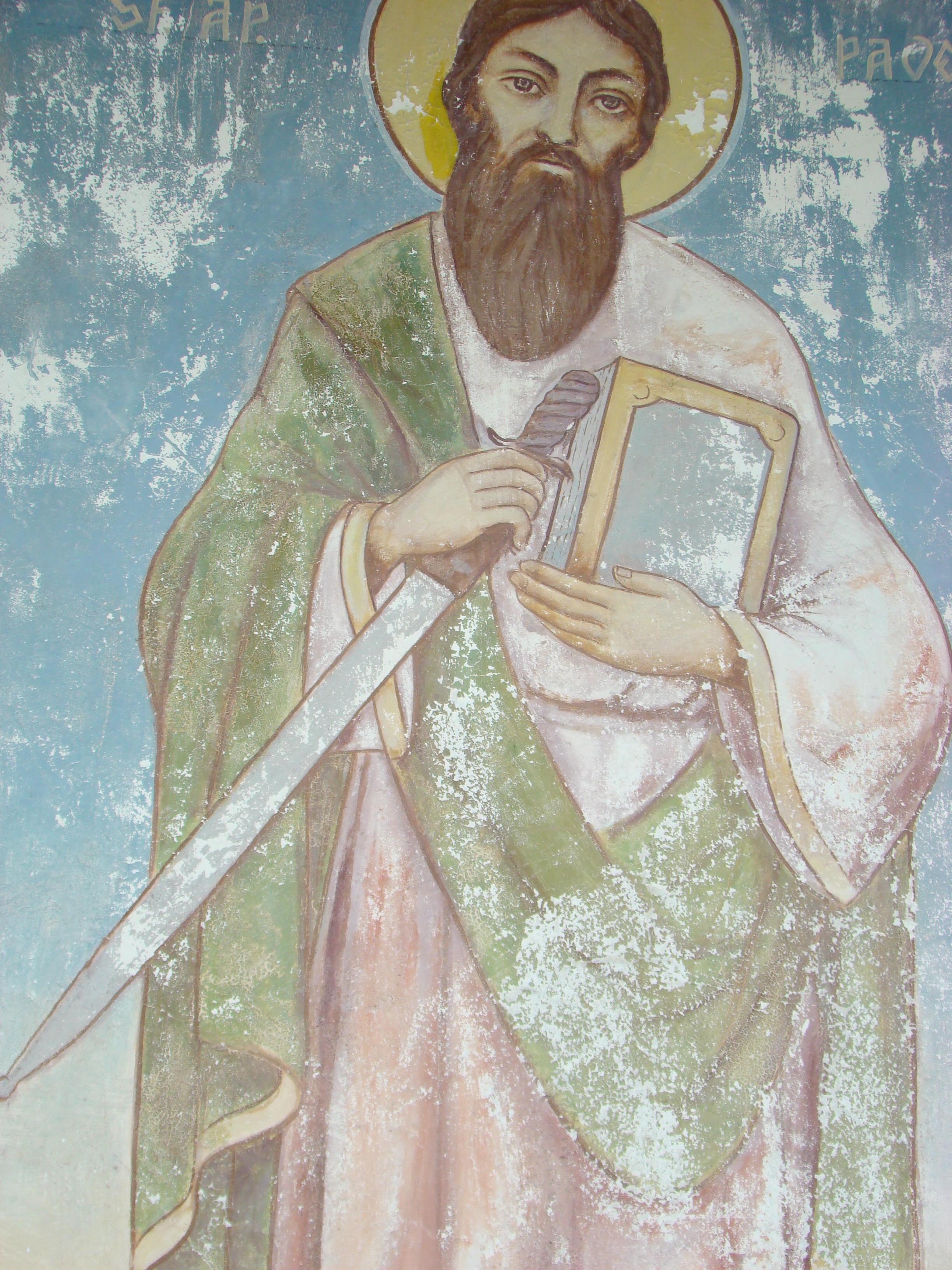
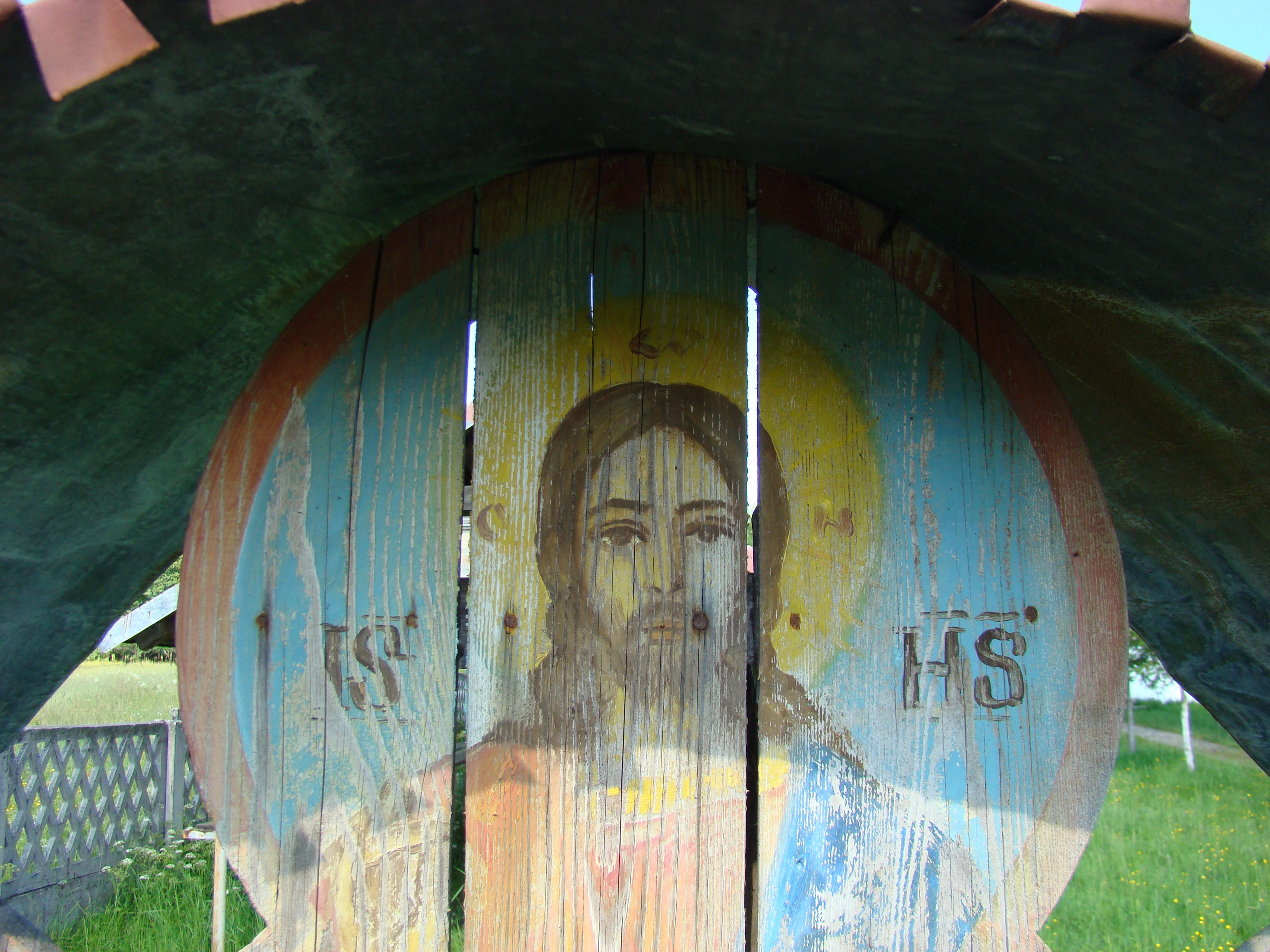
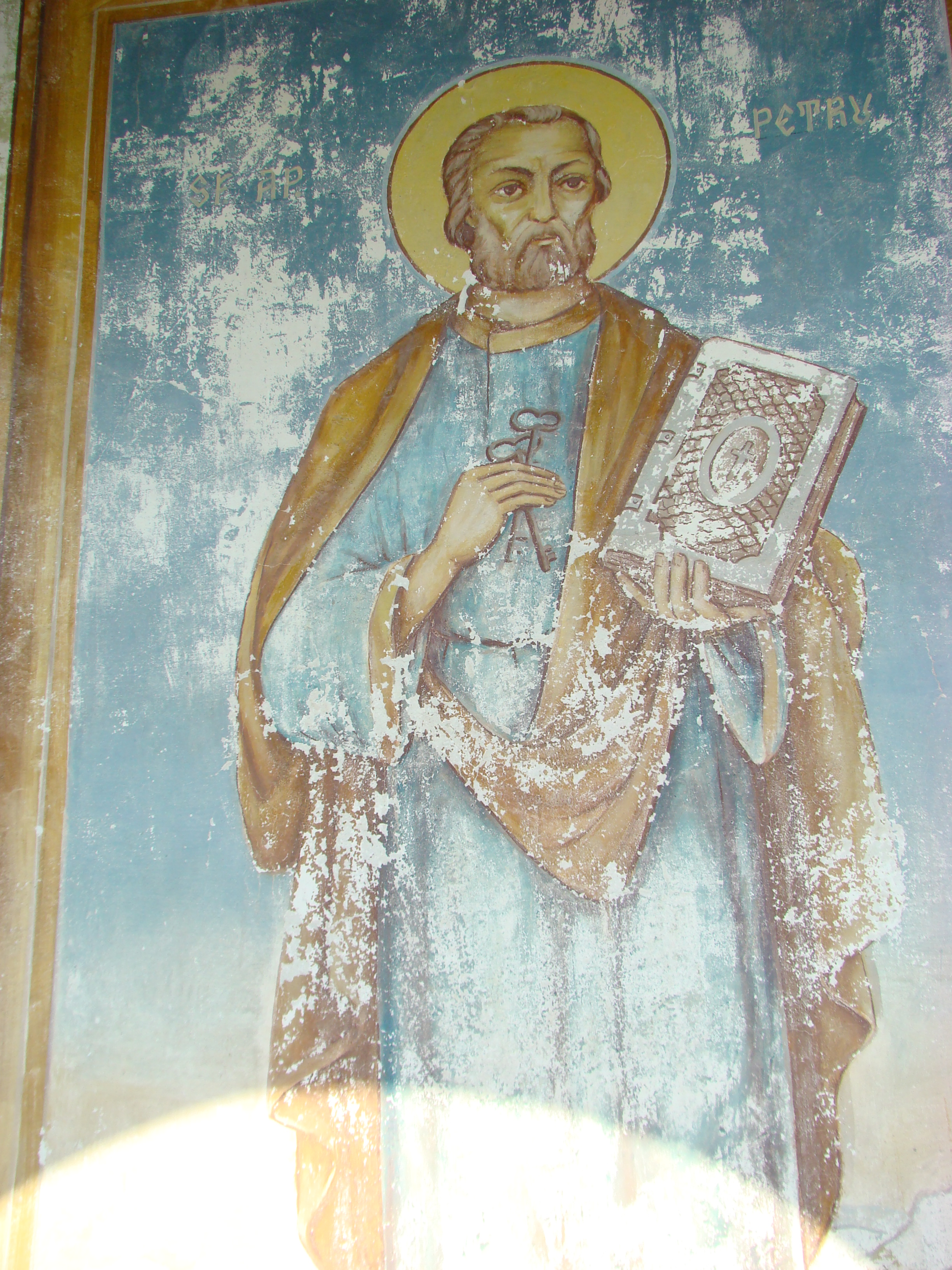